# When the generals get angry
When the generals get angry er en kortfilm fra 1991 instrueret af Joudi Ajil Saheil efter eget manuskript.

## Handling
Doku-drama om en irakisk journalist, der skriver artikler imod regimet. Situationen er en fiktiv krig, hvor det fascistiske regime udøver psykologisk krig mod journalisten, der langsomt nedbrydes og til sidst bukker under for generalernes tortur.